# عملية سكك حديدية تحت الأرض

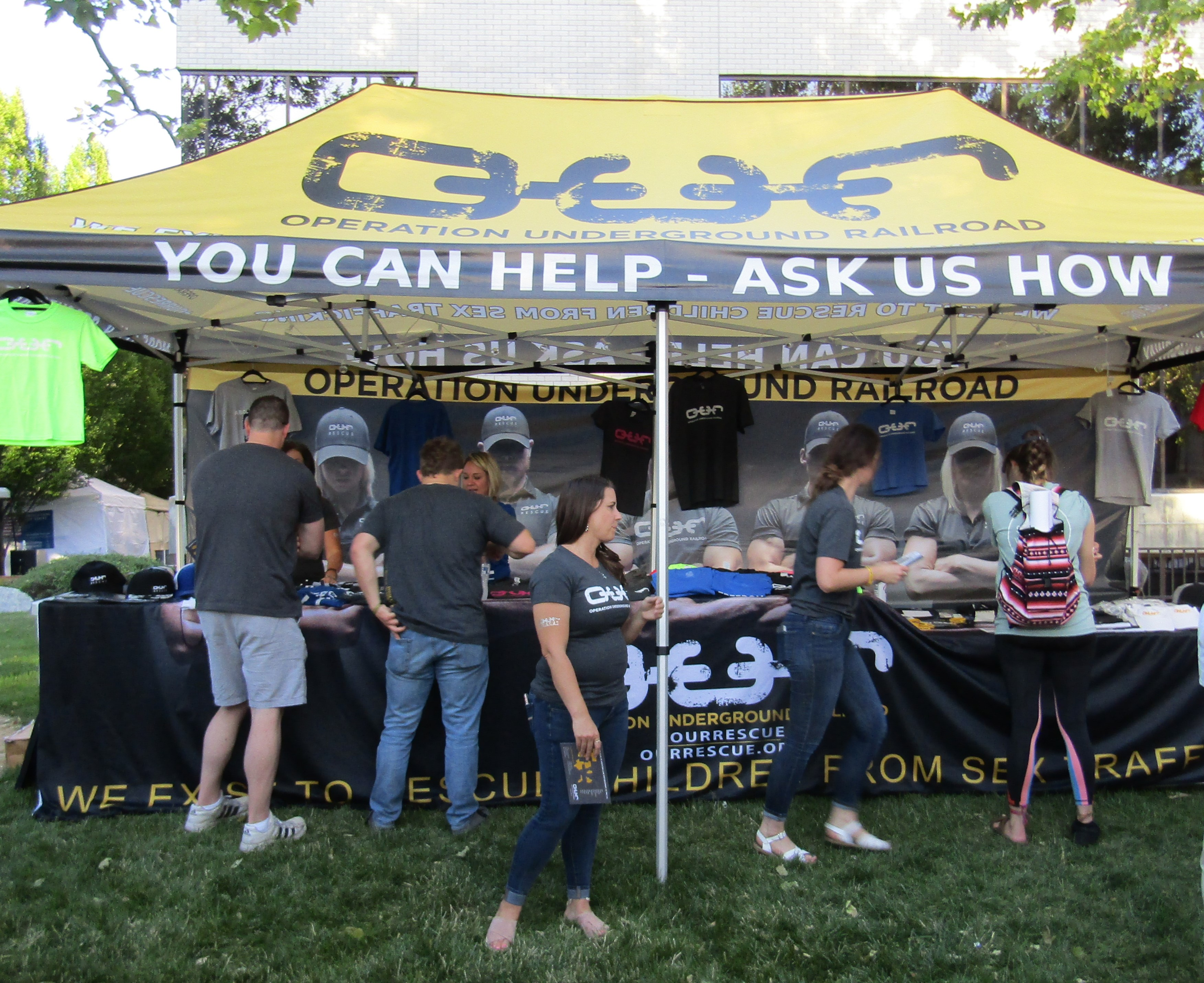
خيمة معلومات عملية السكك الحديدية تحت الأرض في عام 2018

عملية سكك حديدية تحت الأرض (أو. يو. آر.) منظمة غير ربحية مقرها الولايات المتحدة تعمل في مجال مكافحة الاتجار بالجنس أسسها عام 2013 تيم بالارد. وقد أجرت عدة عمليات مموهة، وبعضها خارج الولايات المتحدة ، وتبرع بالموارد التكنولوجية والنقدية لوكالات إنفاذ القانون التي تكافح الاتجار بالجنس.
تعرضت المنظمة لانتقادات بسبب سلوكها أثناء عمليات خداع المجرمين واتُهمت بالمبالغة في الادعاءات المتعلقة بعملها.   ووفقاً لموقعها على الإنترنت، فقد أنقذت المنظمة أكثر من 6000 ضحية، ومسؤولة عن أكثر من 5000 عملية اعتقال. 

## تاريخ

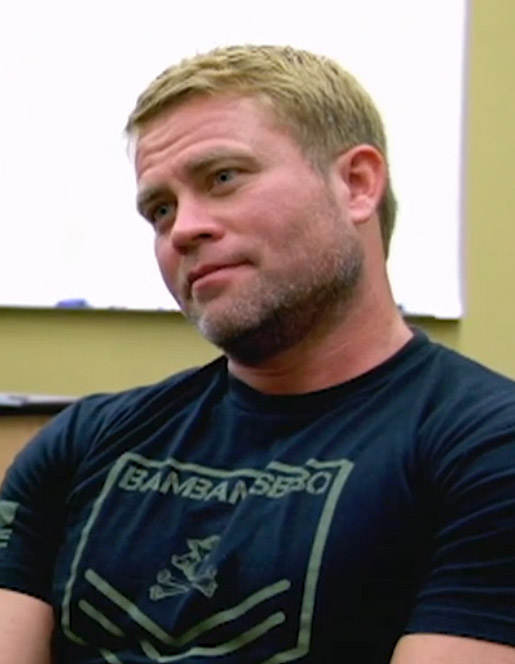
المؤسس تيم بالارد في عام 2018

تأسست عملية السكك الحديدية تحت الأرض في عام 2013 على رجل أمن سابق وأحد أتباع المورمون تيم بالارد .   قال بالارد إنه تلقى تمويلًا كبيرًا لبدء العملية من الناقد السابق في قناة فوكس نيوز جلين بيك . 
قال بالارد إنه قبل تأسيس منظمة OUR، عمل لمدة 12 عامًا كعميل خاص للولايات المتحدة لوزارة الأمن الداخلي ، ضمن فريق العمل المعني بجرائم الإنترنت ضد الأطفال (ICAC) وفريق مكافحة السياحة الجنسية مع الأطفال في الولايات المتحدة. وبحسب مجلة الأتلنتيك ، "قال المتحدثون باسم وكالة المخابرات المركزية ووزارة الأمن الداخلي إنهم لا يستطيعون تأكيد سجل توظيف بالارد دون إذن كتابي منه، وهو ما لم يقدمه".  وفقًا لكلام بالارد، فقد أحبطه الافتقار إلى استراتيجيات لإنقاذ الأطفال المختطفين والمتاجر بهم في الدول المتخلفة، وعدم القدرة على محاكمة الجناة في القضايا غير المتعلقة .بالولايات المتحدة.   وبعد ذلك، ترك الخدمة الحكومية في أكتوبر 2013 ليؤسس منظمة عملية سكك حديدية تحت الأرض.   
في فبراير/شباط 2016، نصحت وزارة العدل أعضاء لجنة مكافحة السياحة الجنسية مع الأطفال بعدم "المشاركة في أو مساعدة أو دعم العمليات مع" مكتب سكك حديدية تحت الأرض؛ صرح قائد فرع لجنة مكافحة السياحة الجنسية مع الأطفال في واشنطن في رسالة بالبريد الإلكتروني إلى شرطة الولاية والشرطة المحلية أن عملية سكك حديدية تحت الأرض ليس مرتبطا بلجنة مكافحة السياحة الجنسية مع الأطفال وأنه "لا ينبغي لأي من فرق العمل أن تتعاون مع عملية سكك حديدية تحت الأرض أو تزودها بأي موارد أو معدات أو أفراد أو تدريب". 
وصفت مقالة في فايس نيوز في سبتمبر 2020 منظمة عملية سكك حديدية تحت الأرض بأنها "مؤسسة خيرية قريبة لـ كيو أنون "، لكن المنظمة تنفي أن يكون لها أي علاقة بـ QAnon. قال بالارد لصحيفة نيويورك تايمز : "لقد سمحت بعض هذه النظريات للناس بفتح أعينهم. لذا فإن مهمتنا الآن هي إغراق الفضاء بالمعلومات الحقيقية حتى يمكن مشاركة الحقائق."   
في مقال نُشر في ديسمبر 2020، قالت فايس نيوز إن تيم بالارد قام بتزيين دور عملية سكك حديدية تحت الأرض في إنقاذ امرأة تم الاتجار بها، مشيرًا إلى أنهم لم يجدوا "أكاذيب صريحة ولكن نمطًا من تلميع الصورة وبناء الأساطير، وهي سلسلة من المبالغات التي تكون في مجملها مضللة تماما".  انتقد مقال متابعة صدر في عام 2021 أيضًا ممارسات منظمة OUR، بما في ذلك استخدام المتبرعين والمشاهير عديمي الخبرة كجزء من فريق القفز، والافتقار إلى مراقبة ذات معنى أو تحديد الأهداف، والفشل في التحقق مما إذا كان الأشخاص الذين يعتزمون إنقاذهم هم في الواقع ضحايا الاتجار الفعليين. والخلط بين العمل الجنسي بالتراضي والاتجار بالجنس.  وبحسب ما ورد استشار الرئيس التنفيذي لشركة OUR بيلاد وسيطًا نفسيًا للحصول على معلومات استخباراتية في إحدى المهام على الحدود بين هايتي وجمهورية الدومينيكان. 
انتقد مقال نُشر عام 2021 في مجلة سلايت الغارة المسلحة التي نفذتها منظمة سكك حديدية تحت الأرض OUR في جمهورية الدومينيكان عام 2014، والتي تم تصويرها على الهواء مباشرة من قبل طاقم الكاميرا لاستخدامها في برنامج تلفزيوني واقعي مقترح، قائلين إنه من المحتمل أن يكون قد أصاب الأطفال الذين تم الاتجار بهم بصدمة نفسية.  تم إطلاق سراح الأطفال الذين تم إنقاذهم في الغارة بعد بضعة أسابيع، دون أن يتلقوا ثلاثة أشهر من الرعاية التأهيلية التي كان من المأمول توفيرها.  كتبت آن غالاغر ، الخبيرة في القانون الدولي بشأن الاتجار بالبشر،  في عام 2015 أن لدينا "افتقارًا مثيرًا للقلق في الفهم حول كيفية التعامل مع شبكات الاتجار الإجرامية المتطورة وتفكيكها" ووصفت عملنا بأنه "متغطرس وغير أخلاقي". وغير قانوني".  
في يونيو 2022، ذكرت فايس نيوز أن عملية سكك حديدية أعلنت كذبًا على حساباتها على تويتر وفيسبوك وكذلك على حساب أنستغيرام لبيلارد أن سكك حديدية قد "عقدت شراكة" مع الخطوط الجوية الأمريكية وأن شركة الطيران ستعرض مقطع فيديو حول عملنا على جميع الرحلات الداخلية في ذلك الشهر. قالت الخطوط الجوية الأمريكية إنها لم تكن لديها شراكة أو ارتباط مع عملية سكك حديدية تحت الأرض ولم تعرض أيًا من مقاطع الفيديو الخاصة بها على الإطلاق، وأنها "ستتخذ الإجراء المناسب لإزالة هذه المنشورات".  أصدرت عملية سكك حديدية تحت الأرض بيانًا مفاده أن الاختلاط الواضح كان بسبب قيام وكالة الإعلانات الخاصة بهم بإبلاغهم بالصفقة مع الخطوط الجوية الأمريكية، والتي لم تنجز بعد. 
في صيف عام 2023، تنحى بالارد عن المنظمة بعد إجراء تحقيق داخلي في الادعاءات المقدمة ضده من قبل العديد من الموظفات.     أفادتفايس نيوز لاحقًا أن رحيله جاء بعد مزاعم بسوء السلوك الجنسي. 
الرئيس الحالي ومدير العمليات هو مات أوزبورن . 

## الأمور المالية
أبلغت منظمة عملية سكك حديدية تحت الأرض مصلحة الضرائب عن إيرادات بقيمة 6.9 مليون دولار في عام 2016، و22.3 مليون دولار في عام 2019.  وفقًا لـ Ministry Watch و ProPublica، حصلت المنظمة على أكثر من 45 مليون دولار في عام 2020، لكنها أنفقت حوالي 13.5 مليون دولار على عملها المزعوم لإنقاذ ضحايا الاتجار بالجنس، مما منحها ربحًا قدره 33.9 مليون دولار؛   وفي عام 2021، بلغت عن 42 مليون دولار، بينما أنفقت 31 مليون دولار؛ وفي عام 2022، حصلت منمة سكك حديدية على أكثر من 27 مليون دولار من التبرعات، بانخفاض عن الذروة التي بلغت حوالي 46 مليون دولار في عام 2020، وأنفقت المنظمة ما يقرب من 32 مليون دولار على خدمات البرنامج.  اعتبارًا من ديسمبر 2022، كان لدى عملية السكك الحديدية تحت الأرض أصولًا أكثر من 60 مليون دولار. 
في عام 2021، حصل الرئيس التنفيذي تيم بالارد على راتب وتعويضات قدرها 355 ألف دولار. وفي عام 2022، حصل على 546.548 دولارًا. 

## عمليات
اعتبارًا من عام 2021، أصبح لدى المنظمة مكاتب في مدينة سيدار بولاية يوتا وأنهايم بولاية كاليفورنيا . 
توفر سكك حديدية منصة تنقيب عن البيانات "تستعمل ضد الشبكات التي يستخدمها المتاجرون بالأطفال والمتحرشون بالأطفال للتواصل مع بعضهم البعض".    

### العمليات الدولية
شاركت منظمة سكك حديدية في عام 2014، في عملية مموهة في قرطاجنة، كولومبيا.   في أبريل 2022، حضر أعضاء المنظمة في قمة لمكافحة الاتجار بالبشر في قرطاجنة، كولومبيا . 
في عام 2022، قدمت منظمة سكك حديدية أيضًا دعمًا تحقيقيًا وسريًا في اعتقال الناشطين المؤيدين للاستغلال الجنسي للأطفال pro-pedophilia، نيلسون ماتمان، الذي فر إلى المكسيك، ومارتين أويتينبوغارد وشريكه، اللذين فرا إلى الإكوادور.  
في أغسطس 2022، دعمت منظمة سكك حديدية في عملية في جمهورية الدومينيكان تضمنت مداهمات واعتقال 14 مشتبهًا به وشملت أكثر من 200 من عناصر إنفاذ القانون. 

### دعم حهات إنفاذ القانون
بين عامي 2015 و2018، تبرعت منظمة سكك حديدية بأكثر من 170 ألف دولار لبرنامج المكافحة المموه "Net Nanny" التابع لدورية ولاية واشنطن. تم استخدام الأموال في "المحققين الإضافيين والفنادق والطعام والعمل الإضافي".  قام الرقيب كارلوس رودريغيز، مبادر برنامج المكافحة المموه، بترتيب تغطية إعلامية إيجابية لـمنظمة سكك حديدية،  وطلب التبرعات لهم،  وبعد تقاعده في عام 2019، تم تعيينه من قبل المنظمة كمنسق محلي لها. 
اشترت منظمة سكك حديدية تحت الأرض أكثر من 50 كلبًا مدربًا على الكشف عن أجهزة التخزين الإلكترونية من شركة Jordan Detection K9 وتبرعت المنظمة بها لأقسام الشرطة في العديد من الولايات الأمريكية وفي تايلاند.  

### الرعاية اللاحقة
وتقول منظمة سكك حديدية إنها تدير برنامجًا غير ربحي للرعاية اللاحقة للضحايا،  يوفر الخدمات الطبية والنفسية والتعليم والفرص المهنية للناجين.  في يناير 2022، ذكرت المنظمة أنها قدمت في عام 2021 الرعاية اللاحقة للضحايا الناجين في 30 دولة.  في فبراير 2020، دفعت منظمة سكك حديدية لامرأة متبناة من ولاية ويسكونسن لزيارة والديها البيولوجيين بعد أن اكتشفت أنها سُرقت منهم عندما كانت طفلة وتم الاتجار بها من خلال الاحتيال في دار الأيتام. وبعد استخدام اختبار الحمض النووي لتتبع تراثها الذي يعود إلى الهند وإسرائيل، وجدت المرأة عائلتها من الأقلية العرقية الغجرية التي تعيش في رومانيا وانتقلت منذ ذلك الحين إلى إيطاليا. 
وفقًا لمجلة فورين بوليسي ، في عام 2014، "بعد أول عملية للمنظمة في جمهورية الدومينيكان، اكتشفت منظمة محلية تسمى المجلس الوطني للأطفال والمراهقين (يرمز لها بالاسبانية CONANI) بسرعة أنها لا تستطيع رعاية الفتيات بعمر 26 اللواتي تم إنقاذهن. وتم إطلاق سراحهن بعد أقل من أسبوع." 

## في وسائل الإعلام الشعبية
- في عام 2016، عرض فيلم محررو العبيد The Abolitionists ، وهو فيلم وثائقي من إنتاج جيرالد مولين ، عرض العمليات الأولى التي قام بها بالارد مع منظمة عملية سكك حديدية تحت الأرض. [52]
- فيلم وثائقي آخر للمخرج نيك نانتون ، عملية توسان Toussaint، [53] انتج في 2018، والذي عرض عملية في هايتي حظيت بدعم الرئيس الهايتي جوفينيل مويز وعضوة الكونجرس الأمريكي السابقة ميا لوف من ولاية يوتا. [54] وصف الناقد السينمائي جوش تيري في Deseret News عملية توسان بأنها "إنتاج مثير للاهتمام وخبير" لكنه قال أيضًا إنها "تبدو وكأنها فيلم ترويجي أكثر من كونها فيلمًا وثائقيًا تقليديًا". [55] [56]
- تم تصوير الفيلم الوثائقي Triple Take (2020) حول العمليات المموهة في كولومبيا. [57]
- تم الإعلان عن فيلم روائي طويل، صوت الحرية ، بطولة جيم كافيزيل في دور تيم بالارد، في عام 2018، [58] [59] وتم طرحه في دور العرض في عام 2023. [60]

## الدعاية ودعم المشاهير
في عام 2015، انضم المدعي العام في ولاية يوتا ، شون رييس، إلى بالارد في عملية مموهة في كولومبيا. 
ساعد Corbin Kaufusi و Tyler "Ninja" Blevins وTony Robbins في جمع الأموال لصالح المنظمة   في يوليو 2021، عقدت المنظمة شراكة مع Ft. مايرز، فلوريدا ، وكالة هارلي ديفيدسون في تنظيم "رحلة الحرية لرفع مستوى الوعي حول الاتجار بالجنس مع الأطفال".  في عام 2018، ذهب مدرب بيتسبرغ ستيلرز مايك توملين إلى هايتي "لتجربة مباشرة" مع فريق المنظمة، والذي تم تصويره لصالح ESPN . 